# أندري خوسيه بينتو
أندري خوسيه بينتو (بالإسبانية: Endry José Pinto) (مواليد 14 مايو 1991) هو ملاكم فنزويلي، مثّل بلاده في الألعاب الأولمبية الصيفية 2016.

## روابط خارجية
أندري خوسيه بينتو على موقع أوليمبيديا (الإنجليزية)